# 栃木県中央公園

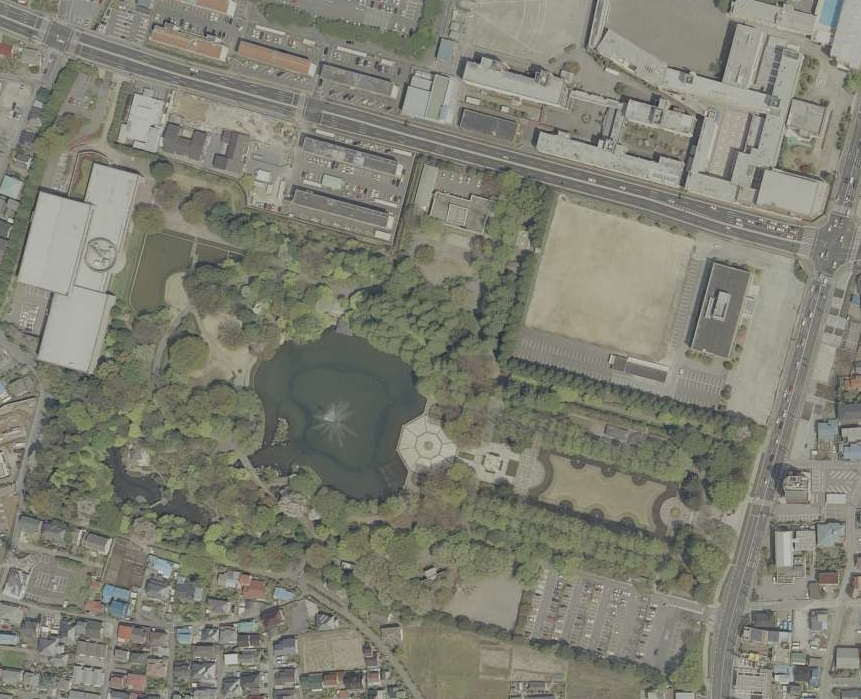
全景（2010年）
出典：『国土交通省「国土画像情報（カラー空中写真）」（配布元：国土地理院地図・空中写真閲覧サービス）』

栃木県中央公園（とちぎけんちゅうおうこうえん）は、栃木県宇都宮市に位置する県営都市公園で、昭和天皇の在位50周年記念事業の一環として地方公共団体が整備する全国11か所の記念公園の1つとして採択された。専売公社宇都宮工場跡地 に1977年（昭和52年）から整備が行われ、1982年（昭和57年）10月に開園した。

## 施設

陽光のうた
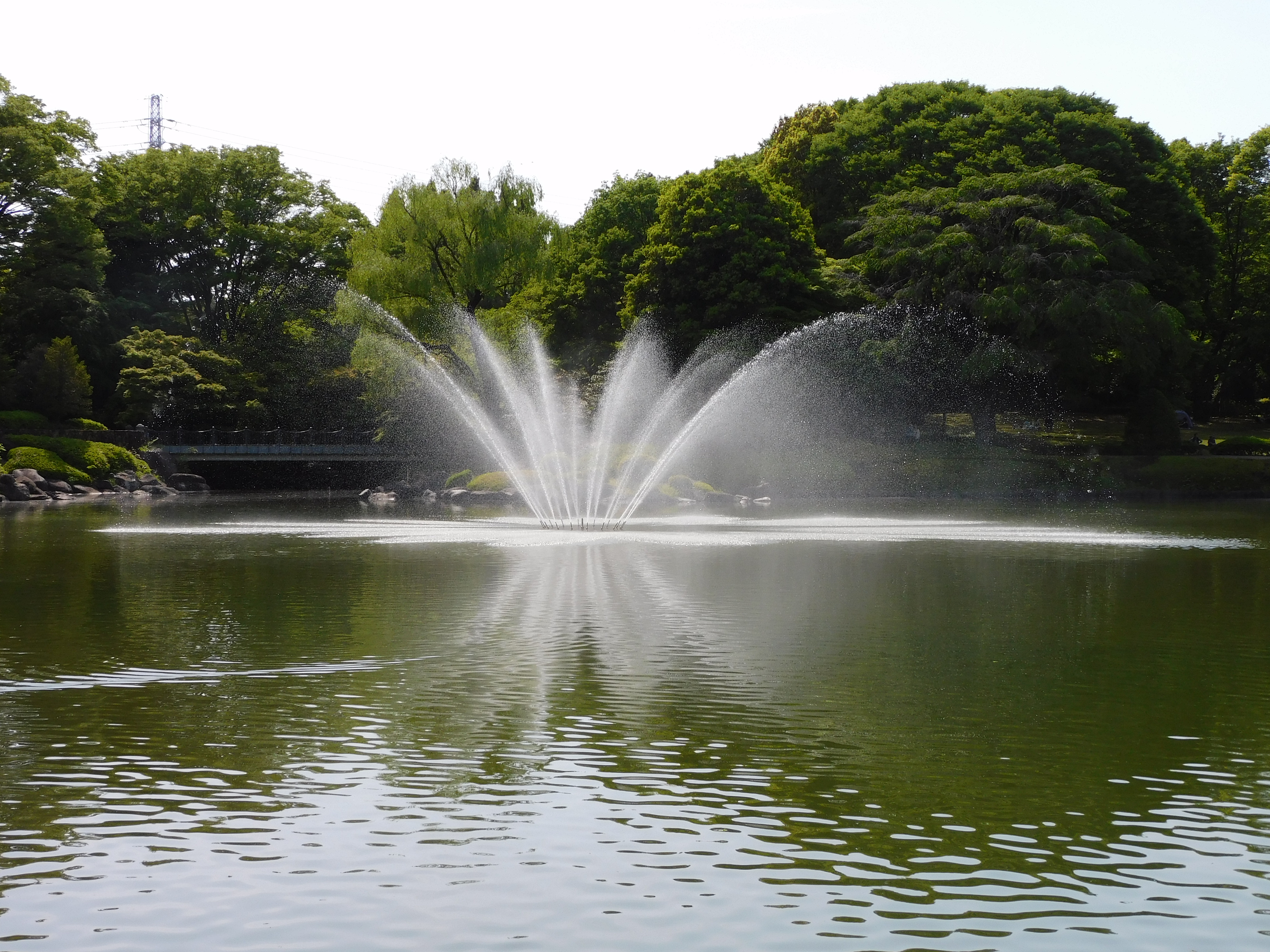
昭和大池と噴水
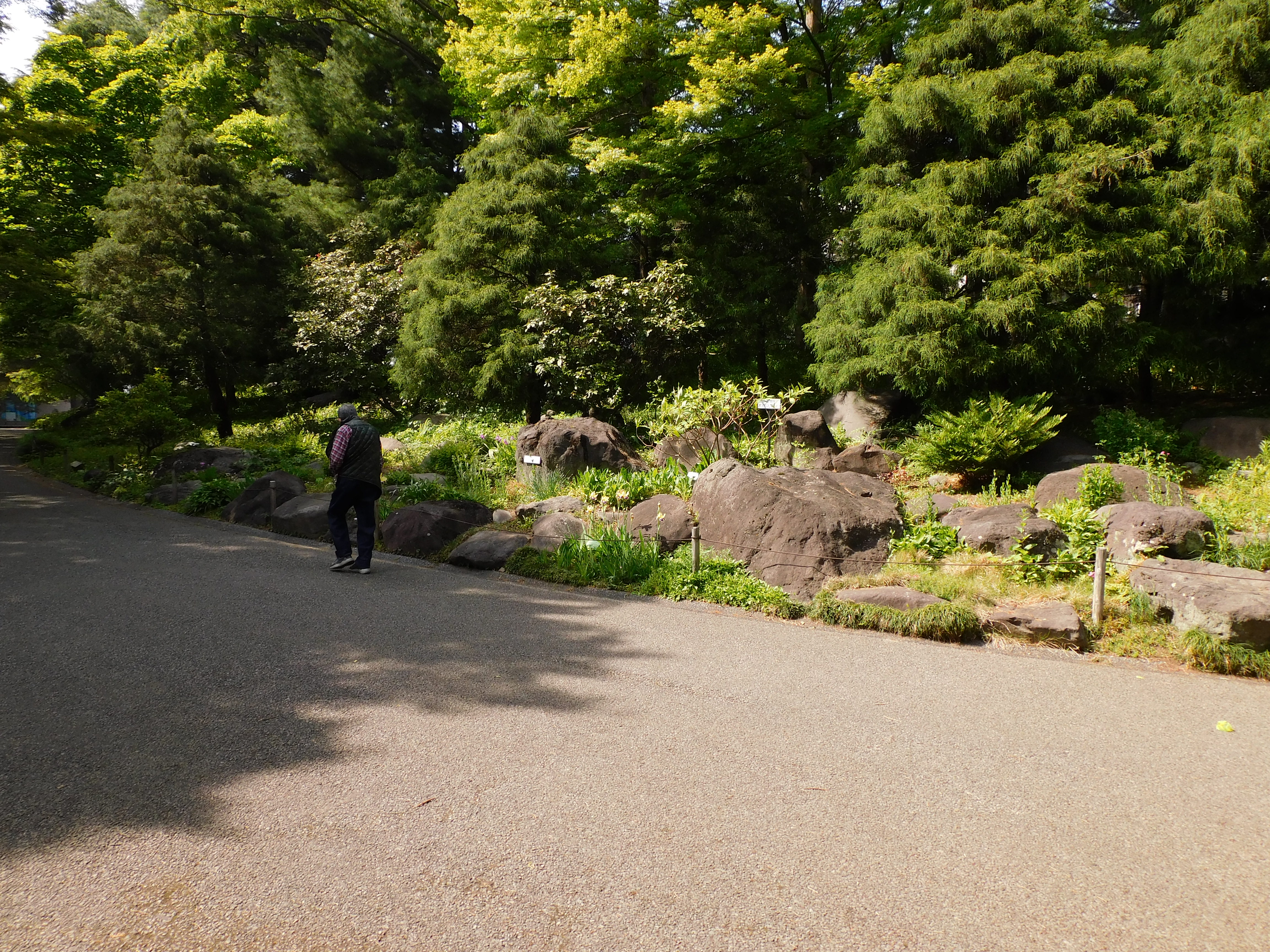
ロックガーデン
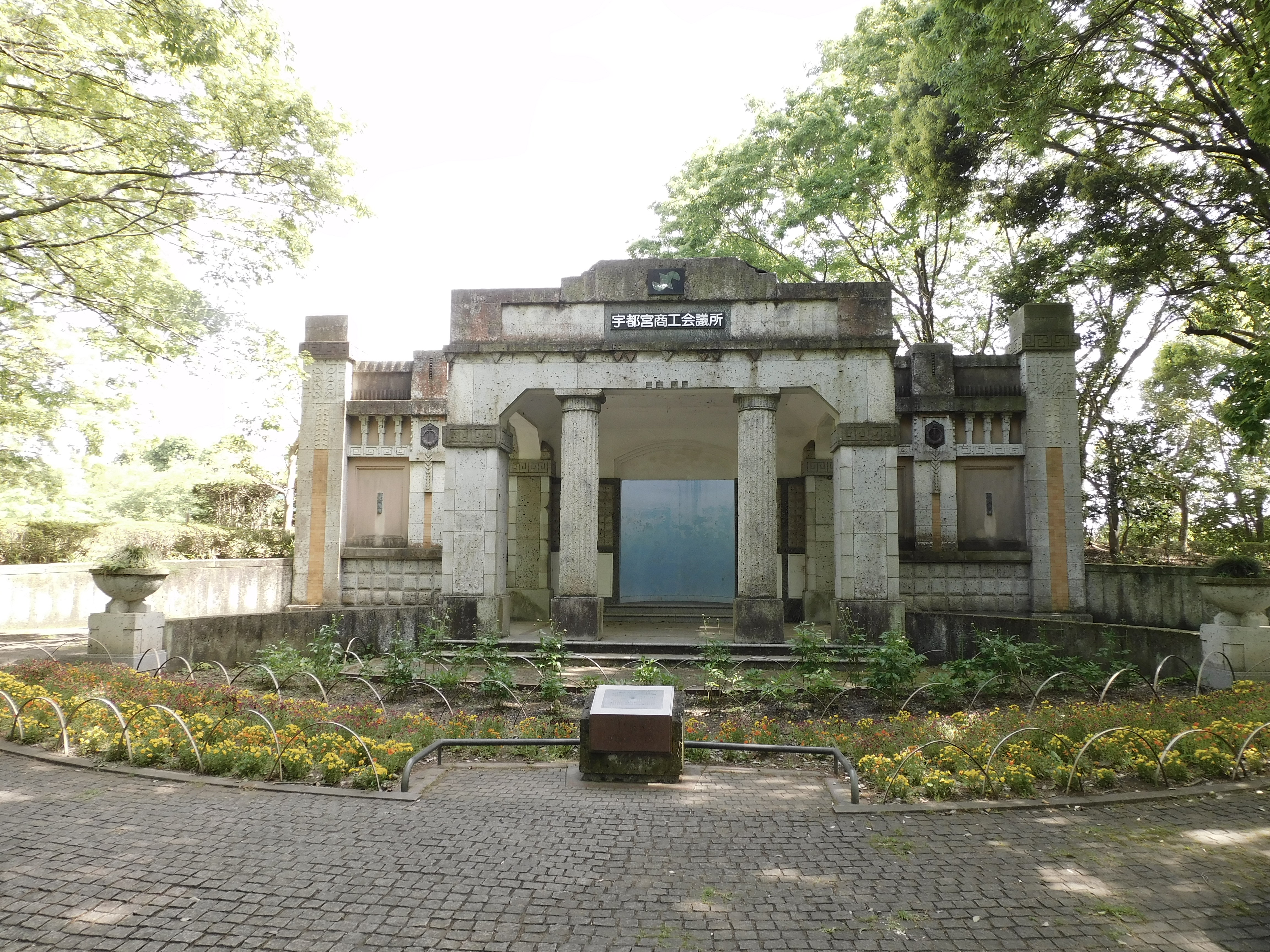
旧宇都宮商工会議所

「水と緑と文化」をテーマとして整備され、和洋折衷の回遊式庭園をイメージした設計になっている。
日本庭園
約1 haの面積で、滝、木橋、石積、野点広場、梅林等が設置されている。園内の池の名前は「むつび池」で、池に架かる橋は「松景橋」。
沈床園
フランス風整形式庭園を基調とし、周囲から約1.5 mさがり、長さ90 m幅45 mの沈床池と幅3 mのサツキ刈込みで構成。ユリノキの並木が並行する。
中央広場
沈床園と記念広場の間に位置し八角形のパーゴラを設置。
記念広場
大池に面した八角形の広場で、3辺は大池にデッキ状に張り出している。中央には「陽光のうた」と命名のモニュメントを設置。このモニュメントには日時計が組み込まれている。
昭和大池
面積は9,552 m2、水深30-120 cm、中央に高さ20 mの大噴水を設置
芝生広場
博物館と大池の間に位置する。
ロックガーデン
大池の北側に位置し、県内産自然石380 tを使用した。
緑の相談所（管理事務所）
事務室、展示室、研修室等を備える。花や緑の展示会や講習会を開催しており、一般市民からの質問・相談にも応じる。
面影池（博物館前池）
面積1,515 m2、水深40 cm。
栃木県立博物館
栃木県の自然と文化に関する総合博物館。
旧宇都宮商工会議所正面玄関部分
1928年（昭和3年）に建てられた大谷石張りの建物で、1979年（昭和54年）に解体された後、一部が園内で復元された。
- 陽光のうた
- 昭和大池と噴水
- ロックガーデン
- 旧宇都宮商工会議所

## アクセス

### 車
- 東北自動車道鹿沼ICから約7 km、宇都宮ICから約9 km

### 電車・徒歩
- JR宇都宮線宇都宮駅西口から
  - 路線バス 桜通り経由鶴田駅行き、桜通り経由西川田駅行きで「中央公園博物館前」下車
- JR日光線鶴田駅から
  - 路線バス 桜通り経由宇都宮駅行きで「中央公園博物館前」下車
  - 歩行者自転車専用道路「なかよし通り」（旧専売公社宇都宮工場専用線廃線跡）を通行し徒歩約35分